# ساکون یاماموتو
ساکون یاماموتو (انگلیسی: Sakon Yamamoto؛ زادهٔ ۹ ژوئیهٔ ۱۹۸۲) راننده خودروی مسابقه‌ای اهل ژاپن است، وی در سال‌های ۲۰۰۶، ۲۰۰۷ و ۲۰۱۰ در مسابقات فرمول یک شرکت کرده‌است.